# Jean-Marie Teno

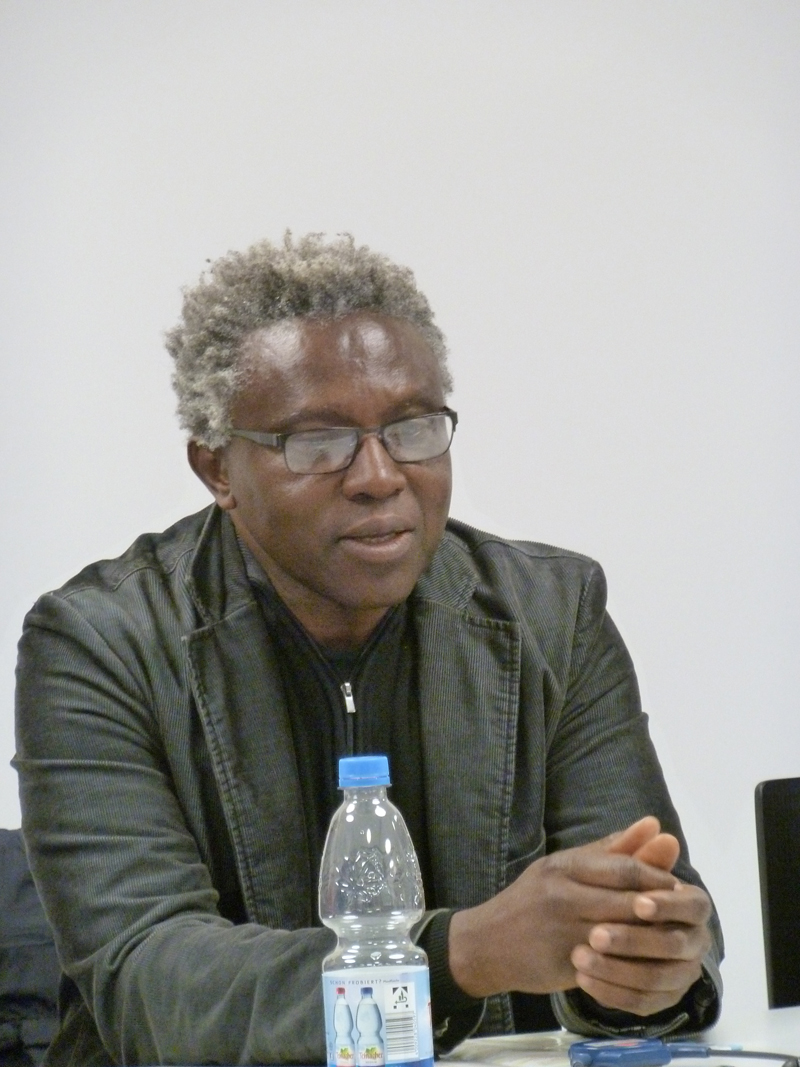
Jean-Marie Teno (2015)

Jean-Marie Teno (* 14. Mai 1954 in Famleng, Bandjoun in Ouest) ist ein kamerunischer Filmemacher und Videokünstler.

## Leben und Werk
Jean-Marie Teno absolvierte seine Schulausbildung in Yaoundé und studierte anschließend Kommunikationswissenschaften an der Universität Valenciennes in Nordfrankreich. Seit 1978 lebt er in Frankreich, kehrt aber alljährlich nach Kamerun zurück. Jean-Marie Teno arbeitete als Filmkritiker für das Magazin Bwana. Von 1985 bis 1997 war er als Filmeditor bei FR3 tätig. Seit 1983 führt Teno Regie. Er ist Mitinhaber der Produktionsfirma „Les Films du Raphia“

„Im Mittelpunkt der Arbeit des Filmemachers Jean-Marie Teno stehen die Hinterlassenschaften des Postkolonialismus in den afrikanischen Gesellschaften, insbesondere in seinem Heimatland Kamerun. Sowohl in seinen Spielfilmen als auch in seinen Dokumentationen geht es ihm darum, die Probleme offenzulegen, die mit diesem Erbe in Afrika verbunden sind. (...) Tenos Anliegen ist es, das Potenzial des Videofilms zu nutzen, um die Medienproduktion in Afrika zu stärken. Durch die geringen Herstellungskosten und einfachen Produktionsbedingungen ermöglichen Videos, persönliche Geschichten, die eindeutig auch politisch sind, zu entwickeln. Darüber hinaus können sie dem einheimischen Publikum durch privat organisierte Vorführungen zugänglich gemacht werden.“

Filme von Jean-Marie Teno werden weltweit auf Filmfestivals gezeigt. 2002 war Teno Teilnehmer der Documenta11 in Kassel.

## Auszeichnungen
- 2012: Dokumentarfilmpreis der Stadt Innsbruck

## Filmproduktionen (Auswahl)
- 1983: Schubbah
- 1985: Homage (Hommage)
- 1985: Yellow Fever Taxi man (Fievre Jaune Taximan)
- 1987: La gifle et la caresse
- 1988: Bikutsi Water BluesSaints[5]
- 1990: The Last Trip (Le Dernier Voyage)
- 1991: Mister Foot
- 1992: Afrika, ich werde dich rupfen (Afrique, je te plumerai)[6]
- 1994: Der Kopf in den Wolken (La Tete dans les Nuages)
- 1995: La Tête dans les nuages[7]
- 1996: Clandestine (Clando)Saints[8]
- 1999: CHIEF! (CHEF!)s[9]
- 2000: Ferien auf dem Lande (Vacances Au Pays)[10]
- 2002: Alex's Wedding (Le Mariage d'Alex)[11]
- 2004: Das koloniale Missverständnis (Le malentendu colonial) Dokumentarfilm 78 min., 2004[12]
- 2009 Lieux Saints[13]
- 2014: Une feuille dans le vent
- 2018: Le futur dans le rétro